# 魯瓦馬加納
魯瓦馬加納（Rwamagana）是非洲中部國家盧旺達的城市，也是東部省的首府，位於首都基加利以東約50公里，海拔高度1,528米，面積87平方公里，經濟產業包括食品業和紡織業，2002年人口47,203。